# Laetamur magnopere
Laetamur magnopere ("È motivo di grande gioia") è una lettera apostolica di papa Giovanni Paolo II datata 15 agosto 1997 con la quale si approva e promulga l'edizione tipica latina del Catechismo della Chiesa cattolica.
Il documento fu tradotto dal latino anche nelle numerose lingue vernacolari in cui era stato pubblicato il catechismo. Esso è un'edizione riveduta di quello promulgato in lingua francese con la costituzione apostolica Fidei Depositum l'11 ottobre 1992.

## Contenuto
Nel documento, il Papa ha ribadito che il catechismo prodotto dalla commissione interdicasteriale istituita nel 1993 e presieduta dal cardinale Joseph Ratzinger era stato accolto con generale favore. La commissione era nata appunto allo scopo di esaminare le numerose proposte di modifica ai contenuti del testo pervenute alla Sede Apostolica da varie parti del mondo e dalle diverse componenti del mondo ecclesiale.
Grazie alle modifiche introdotte, la Chiesa cattolica aveva conseguito un'esposizione autorevole della fede apostolica, che poteva costituire un buon riferimento per i catechismi elaborati dalle comunità locali. Secondo il Papa, il Catechismo della Chiesa Cattolica sarebbe dovuto diventare uno strumento al servizio della catechesi. Esso acquistò un'enorme importanza alle soglie del terzo millennio. Il Papa chiese ai vescovi di tradurlo in altre lingue nel più breve tempo possibile. Il documento fu firmato a Castel Gandolfo.